# XDA developers
 (janvier 2024).
XDA Developers (souvent simplifié en XDA ; aussi typographié xda-developers) est une communauté de développement de logiciels mobiles regroupant environ 5 millions d'utilisateurs à travers le monde, qui a été créée en janvier 2003. Les principaux sujets du site sont la discussion, l'aide au dépannage (en anglais troubleshooting) ainsi que le développement logiciel pour les systèmes d'exploitation mobiles Android, Windows Phone, WebOS, Ubuntu Touch, Firefox OS et Bada. Le site offre à ses utilisateurs des informations à propos des terminaux mobiles, des mises à jour des ROM, du support technique, des Q&A, ainsi que divers tests d'applications ou d'accessoires. Des forums séparés existent pour chaque modèle de téléphones fabriqués par Sony, HTC, Samsung, LG, Motorola, et beaucoup d'autres. Des forums sont aussi disponibles pour des tablettes et de nombreux autres appareils (console de jeu Ouya, Google Glass, etc.). 
Le nom XDA Developers est dérivé de la gamme de PDA (Personnal digital assistant) O2 XDA de Microsoft qui était vendue comme un PDA avec des fonctionnalités avancées.
En février 2010 fut lancé le portail XDA, consistant en un flux d'actualité consacré au développement sur systèmes d'exploitation mobiles.